# Misokinesi
Misokinesi  er en lidelse præget af en stærk negativ følelsesmæssig eller fysiologisk reaktion på synet af bevægelser, der foretages  af andre mennesker, såsom gentagne fingerrystelse, benrystelse eller hårvridning.  Det beskrives ofte på engelsk som 'hatred of movements' og kan føre til følelse af stress, bemærkelsesværdig angst og stærke udbrud af irritation og vrede. Årsagen til misokinesi ekendes ikke.
Mens misokinesi menes at være ganske udbredt, har der kun været lidt opmærksomhed eller forskning af det.  Misokinesi kan ofte forekomme sammen med misofoni.